# Новосёловский сельский совет (Симферопольский район)
 Новосёловский сельский совет (укр. Новоселівська сільська рада, крымскотат. Novosölovka köy şurası) — административно-территориальная единица в Симферопольском районе АР Крым Украины (фактически до 2014 года), ранее до 1991 года — в  составе Крымской области УССР в СССР.
Образован сельсовет в 1980 году, при разделении Водновского сельского совета на Пожарский и Новоселовский.
Население по переписи 2001 года составило 1500 человек.
К 2014 году сельсовет состоял из одного села Новосёловка (по другим данным к нему относилась также нежилая часть села Лекарственное (вторая половина относилась к Пожарскому сельскому совету).
С 2014 года на месте сельсовета находится Новосёловское сельское поселение.